# パプ
パプ (ラテン文字:Pop, Pap、ウズベク語: Pop / Поп、ロシア語: Пап) はウズベキスタン・ナマンガン州の都市である。州都のナマンガンからは西南西に約50kmの地点に位置する。2012年の人口は24,174人である。「パップ」「ポップ」と表記されることもある。

## 概要
1982年に都市として設立された。フェルガナ盆地の中に位置し、付近にはナルイン川が流れる。
街には首都タシュケントからナマンガン、アンディジャンを通ってキルギスまで続くアジアハイウェイ7号線が通っている。また、パプの南部にはナマンガンからコーカンドまで続くウズベキスタン鉄道が通っている。